# Vikingarna
Vikingarna war eine schwedische Dansband, die in Deutschland auch unter dem Namen Vikinger auftrat. Sie erhielt 1988 mit dem Album Kramgoa Låtar 16 und 1991 mit Kramgoa Låtar 19 die Grammis-Auszeichnungen als Dansband des Jahres.

## Bandgeschichte
Die Band wurde 1958 als „Jicco & the Vikings“ gegründet. 1961 benannte sich die Band in „Vikings“ um, um schließlich 1973 zu dem Namen „Vikingarna“ zu finden. 1974 erzielte die Band den ersten größeren Erfolg mit dem Lied „På världens tak“, das sich in der Hitparade Svensktoppen platzierte. 1975 kam der große Nummer-Eins-Erfolg durch Du gav bara löften. Im gleichen Jahr erhielt die Band ihre erste Goldene Schallplatte. Der Sänger von Vikingarna, Stefan Borsch, verließ die Formation und wurde 1979 durch Christer Sjögren ersetzt. Ab 2000 veröffentlichte die Band auch Alben in Deutsch, unter dem Namen „Vikinger“, und erzielten dabei einigen Erfolg.
Lasse Westmann verstarb am 30. Januar 2004 (nach anderen Angaben am 29. Januar 2004). Vikingarna lösten sich 2004 offiziell auf.

## Diskografie

### Alben
| Jahr | Titel                              | Höchstplatzierung, Gesamtwochen, AuszeichnungChartsChartplatzierungen (Jahr, Titel, Platzierungen, Wochen, Auszeichnungen, Anmerkungen) | Anmerkungen                              |
| Jahr | Titel                              | SE | Anmerkungen                              |
| ---- | ---------------------------------- | --- | ---------------------------------------- |
| 1975 | Kramgoa låtar 1                    | SE10 (6 Wo.)SE |                                          |
| 1975 | Kramgoa låtar 2                    | SE2 (13 Wo.)SE |                                          |
| 1976 | Bästisar Nr. 4                     | SE44 (1 Wo.)SE | mit Schytts, Jiggs & Säwes               |
| 1976 | Kramgoa låtar 3                    | SE1 (11 Wo.)SE |                                          |
| 1977 | Kramgoa låtar 4                    | SE2 (13 Wo.)SE |                                          |
| 1977 | Kramgoa låtar 5                    | SE5 (7 Wo.)SE |                                          |
| 1978 | The Vikings (Export)               | SE19 (4 Wo.)SE |                                          |
| 1978 | Kramgoa låtar 6                    | SE6 (7 Wo.)SE |                                          |
| 1979 | Kramgoa låtar 7 – Djingis Khan     | SE5 (12 Wo.)SE |                                          |
| 1979 | Vikingarnas julparty               | SE41 (1 Wo.)SE |                                          |
| 1980 | Kramgoa låtar 8 – Mot alla vindar  | SE4 (12 Wo.)SE |                                          |
| 1981 | Kramgoa låtar 9 – Hallå Västindien | SE5 (14 Wo.)SE |                                          |
| 1982 | Kramgoa låtar 10 – Den stora dagen | SE4 (9 Wo.)SE |                                          |
| 1983 | Kramgoa låtar 11 – Save Your Love  | SE6 (10 Wo.)SE |                                          |
| 1984 | Kramgoa låtar 12 – Albatross       | SE8 (6 Wo.)SE |                                          |
| 1985 | Kramgoa låtar 13                   | SE12 (4 Wo.)SE |                                          |
| 1985 | Julens sånger                      | SE41 (1 Wo.)SE |                                          |
| 1986 | Kramgoa låtar 14                   | SE8 (8 Wo.)SE |                                          |
| 1987 | Kramgoa låtar 15                   | SE11 (4 Wo.)SE |                                          |
| 1988 | Kramgoa låtar 16                   | SE11 Platin · (6 Wo.)SE |                                          |
| 1988 | Instrumental                       | SE32 (2 Wo.)SE |                                          |
| 1989 | Kramgoa låtar 17                   | SE11 Platin · (6 Wo.)SE |                                          |
| 1989 | Andliga sånger                     | SE8 Platin · (10 Wo.)SE | mit Christer Sjögren                     |
| 1990 | Kramgoa åtor 18                    | SE15 Platin · (6 Wo.)SE |                                          |
| 1991 | Kramgoa låtar 19                   | SE15 Platin · (6 Wo.)SE |                                          |
| 1992 | Kramgoa låtar 20                   | SE15 Platin · (5 Wo.)SE |                                          |
| 1993 | Vikingarna Gold!                   | SE30 (1 Wo.)SE |                                          |
| 1995 | Kramgoa låtar 1995                 | SE3 Platin · (11 Wo.)SE | Erstveröffentlichung: 18. September 1996 |
| 1997 | Kramgoa låtar 1997                 | SE2 Platin · (10 Wo.)SE | Erstveröffentlichung: 20. Oktober 1997   |
| 1998 | Kramgoa låtar 1998                 | SE4 Platin · (10 Wo.)SE | Erstveröffentlichung: 19. Oktober 1998   |
| 1999 | Kramgoa låtar 1999                 | SE2 Platin · (8 Wo.)SE | Erstveröffentlichung: 23. August 1999    |
| 2000 | Kramgoa låtar 2000                 | SE2 Gold · (10 Wo.)SE | Erstveröffentlichung: 21. August 2000    |
| 2001 | Kramgoa låtar 2001                 | SE2 Gold · (13 Wo.)SE | Erstveröffentlichung: 17. September 2001 |
| 2002 | Kramgoa låtar 2002                 | SE1 Platin · (10 Wo.)SE | Erstveröffentlichung: 16. September 2002 |
| 2004 | Bästa kramgoa låtarna              | SE1 ×2Doppelplatin · (26 Wo.)SE | Erstveröffentlichung: 27. Mai 2004       |
| 2006 | Bästa                              | SE4 Gold · (22 Wo.)SE | Erstveröffentlichung: 27. September 2006 |
| 2007 | Bästa kramgoa låtarna 2            | SE4 Gold · (6 Wo.)SE | Erstveröffentlichung: 15. Juni 2007      |
| 2008 | Den sista dansen                   | SE12 Gold · (8 Wo.)SE |                                          |

Weitere Alben
- Det går som en dans 5 (1973)
- Här kommer Vikingarna (1974)
- Greatest Hits (1979)
- Gitarrgodingar (1991)
- 100% Vikingarna (2000)
- 100% Guldfavoriter (2003)

### Alben als Vikinger
| Jahr | Titel                      | Höchstplatzierung, Gesamtwochen, AuszeichnungChartplatzierungen (Jahr, Titel, Platzierungen, Wochen, Auszeichnungen, Anmerkungen) | Höchstplatzierung, Gesamtwochen, AuszeichnungChartplatzierungen (Jahr, Titel, Platzierungen, Wochen, Auszeichnungen, Anmerkungen) | Höchstplatzierung, Gesamtwochen, AuszeichnungChartplatzierungen (Jahr, Titel, Platzierungen, Wochen, Auszeichnungen, Anmerkungen) | Anmerkungen |
| Jahr | Titel                      | DE | AT | CH | Anmerkungen |
| ---- | -------------------------- | --- | --- | --- | ----------- |
| 2000 | Kuschel dich in meine Arme | DE60 (24 Wo.)DE | — | — |             |
| 2001 | Tanz mit mir               | DE13 (16 Wo.)DE | AT34 (11 Wo.)AT | CH47 (7 Wo.)CH |             |
| 2002 | Romantica                  | DE20 (11 Wo.)DE | AT11 (20 Wo.)AT | — |             |
| 2003 | Best of                    | DE26 (26 Wo.)DE | AT50 (11 Wo.)AT | — |             |

### Singles
| Jahr | Titel Album                                      | Höchstplatzierung, Gesamtwochen, AuszeichnungChartsChartplatzierungen (Jahr, Titel, Album, Platzierungen, Wochen, Auszeichnungen, Anmerkungen) | Anmerkungen |
| Jahr | Titel Album                                      | SE | Anmerkungen |
| ---- | ------------------------------------------------ | --- | ----------- |
| 1979 | Djingis Khan Kramgoa låtar 7 – Djingis Khan      | SE20 (1 Wo.)SE |             |
| 1998 | Kan man älska nå’n på avstånd Kramgoa låtar 1998 | SE35 (3 Wo.)SE |             |

Weitere Singles
- För 70 år sen/Nu längtar jag till sommarens sköna dagar (1974)
- Hipp hurra vilken dag/Jag har väntat på dig (1975)
- Eva/Skall du någonsin bli min (1975)
- Hallå/Guenerina (1977)
- Export/Lite försent (1978)
- Det är ingen idé/Godnattvalsen (1978)
- Djingis Khan/Annie’s sång (1979)
- Mot alla vindar/Sun of Jamaica (1980)
- Sista natten med gänget (mit Annika Hagström och Jacob Dahlin)/Gör det du tror på (1988)
- En vissnad blomma/Hasta Mañana (1989)
- Till mitt eget Blue Hawaii/Crying in the Chapel (1990)
- Höga berg, djupa hav/Glöm inte bort varann (1991)
- För dina blåa ögons skull/Bonanza (1992)

### Videoalben
- 2004: Kramgött från början till slut (SE: Gold)
- 2008: Den sista dansen – live från arvika (SE: Gold)

## Auszeichnungen für Musikverkäufe
| Goldene Schallplatte - Dänemark - 2007: für das Album Danske Hits |

Anmerkung: Auszeichnungen in Ländern aus den Charttabellen bzw. Chartboxen sind in ebendiesen zu finden.
| Land/RegionAuszeichnungen für Musikverkäufe (Land/Region, Auszeichnungen, Verkäufe, Quellen) | Gold     | Platin       | Verkäufe  | Quellen              |
| -------------------------------------------------------------------------------------------- | -------- | ------------ | --------- | -------------------- |
| Dänemark (IFPI)                                                                              | Gold1    | —            | 20.000    | ifpi.dk              |
| Schweden (IFPI)                                                                              | 7× Gold7 | 13× Platin13 | 1.280.000 | sverigetopplistan.se |
| Insgesamt                                                                                    | 8× Gold8 | 13× Platin13 |           |                      |